# Yancheng
Yancheng (en chino, 盐城; pinyin, Yánchéng) es una ciudad-prefectura de la provincia de Jiangsu, República Popular de China. Limita al norte con Lianyungang, al sur con Nantong, al oeste con Huai'an y al este con el mar Amarillo. Su área es de 16 920 km² y tenía una población en 2008 de 8 117 000 habitantes.
La ciudad lleva el nombre por los campos de sal de mar, muchos alrededores de la ciudad. Según los registros históricos, la recolección y producción de sal marina en la región comenzó en el año 119 durante la dinastía Han del oeste, cuando el asentamiento en la ubicación actual de Yancheng fue nombrado condado capital de la sal (盐都 县, yan du xian).

## Administración
La ciudad prefectura de Yancheng administra dos distritos, dos ciudades nivel municipio y cinco condados:
- Distrito Yandu (盐都区)
- Distrito Tinghu (亭湖区)
- Ciudad Dongtai (东台市)
- Ciudad Dafeng (大丰市)
- Condado Xiangshui (响水县)
- Condado Binhai (滨海县)
- Condado Funing (阜宁县)
- Condado Jianhu (建湖县)
- Condado Sheyang (射阳县)

## Historia
Yancheng tiene una historia de 2 100 años desde el primer cantón fue fundado aquí en la Dinastía Han en el año 119 a. C. Fue nombrada por las reservas de sal en los ríos alrededor de la zona, su nombre significa literalmente «ciudad de la sal». Yancheng estaba en el centro de atención durante la guerra civil china entre 1930 y 1940. El (Nuevo Ejército Cuarto (N4A) en chino 新四军 pinyin Xīnsìjūn) dirigido por el Partido Comunista de China, fue restablecido en Yancheng. Después de la recuperación, el N4A jugó un papel muy importante en la guerra y, finalmente, la fundación de la República Popular de China. Muchos monumentos en honor de los héroes N4A todavía se pueden encontrar alrededor de Yancheng.

## Clima
El terreno de Yancheng es plano, y su dominio puede ser dividido en tres zonas llanas. Dentro de la ciudad, hay muchos ríos que se entrecruzan formando una red de agua interna.
La zona es templada, la ciudad es cálida y húmeda. Se caracteriza por las lluvias abundantes y sol. El clima es relativamente moderado, pero la temperatura en invierno y en verano pueden variar mucho en un año.